# Borgo a Mozzano

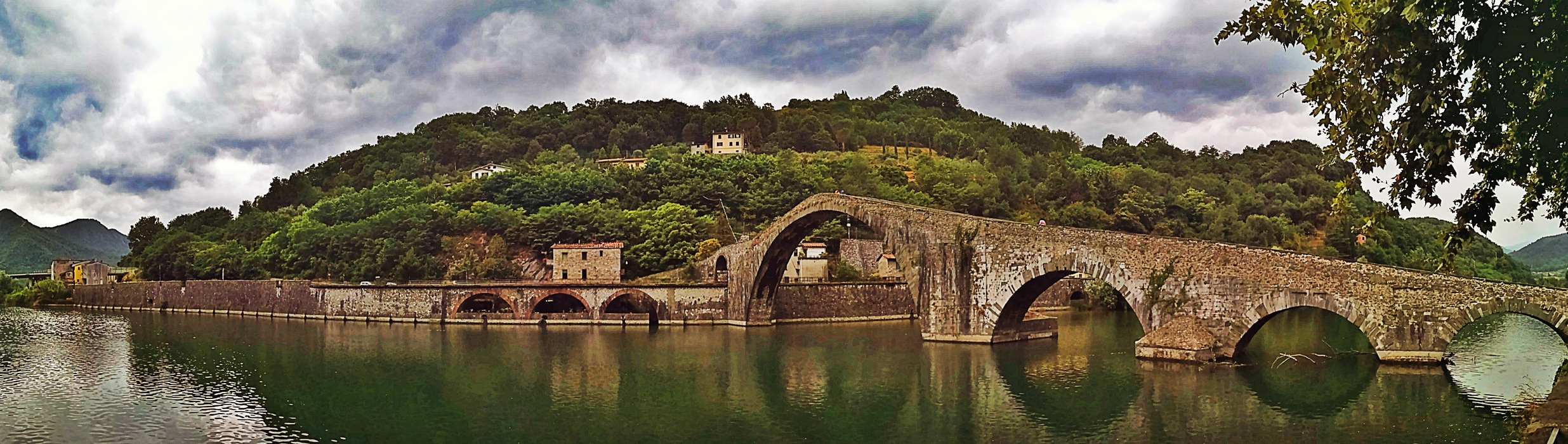
Az Ördög Hídja

Borgo a Mozzano település Olaszországban, Toszkána régióban, Lucca megyében. Lakosainak száma 6666 fő (2023. január 1.). Borgo a Mozzano Bagni di Lucca, Coreglia Antelminelli, Fabbriche di Vergemoli, Gallicano, Lucca, Pescaglia, Villa Basilica és Capannori községekkel határos.

## Népesség
A település népességének változása:
| Lakosok száma | 7003 | 6994 | 6666 |
|               | 2017 | 2018 | 2023 |